# Huamani

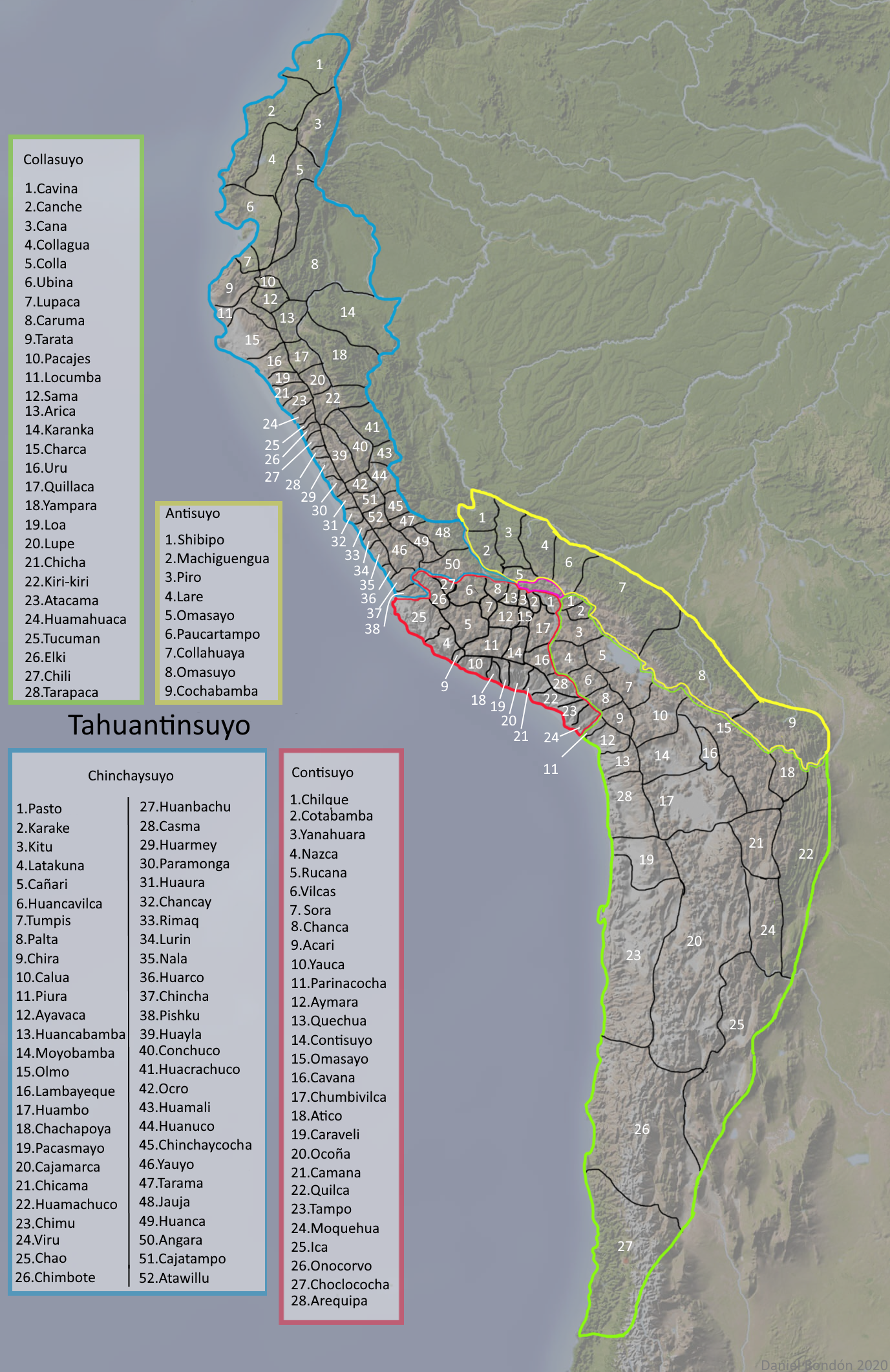
Huamanies en el Imperio incaico.

Huamani (en quechua wamani, 'provincia') fue una división territorial del Imperio incaico, que en su conjunto conformaban los suyos o regiones mayores del imperio. 
Los huamanis eran representados por el valle principal de la región y, a su vez, estos eran divididos en sayas o sectores. Las sayas eran generalmente dos: Hanansaya o «sector de arriba», y Hurinsaya o «sector de abajo».   Sin embargo, los Huamanis a menudo corresponden a los antiguos grandes curacazgos o llaqtas preincaicos, ya que el Imperio incaico gobierna sobre la base de jerarquías locales. Los curacazgos al estar compuestos por varios curacazgos pequeños, estos se convierten en sectores, o sayas.
La saya, finalmente, comprendía un número variable de aillus, cuya extensión era variable también. El aillu era “dueño” de un territorio determinado, que suele clasificarse marca, y dentro del cual cada varón adulto (purej) recibía un lote de terreno (topu), para su sustento y el de su familia. La extensión del topu variaba según la calidad de la tierra. Los lotes para el sustento de los pobladores del aillu formaban un tercio de la totalidad de los terrenos cultivados; y los productos de los dos tercios restantes eran trabajados por sus miembros del aillu y recaudados para el sustento de la nobleza-Estado y para el de la estructura religiosa, respectivamente.

## Religión
Esta división territorial se entremezclaba con la religión. El wamani formaba parte de la cosmovisión andina, cada región estaba tutelada por un Apu Wamani o "señor de las montañas" representado en las más altas cumbres de la región. Por ejemplo el cerro Las Tórtolas en el wamani de Coquimbo, o el monte Aconcagua en el wamani de Chile.

## Huamanis del Imperio incaico

### En el Noroeste Argentino
Fueron cuatro, la de Chicoana o Sikuani, se extendía por el piso de la puna de Atacama y la parte septentrional de los valles Calchaquíes y abarcaba probablemente desde las Salinas Grandes de Jujuy hasta el sur de La Paya en Salta, donde estaba su capital, la antigua Chicoana. Hacia el sur se ubicaba la provincia del Quiri Quiri, que comprendía el resto de los valles Calchaquíes, todo el valle de Santa María y los valles de Andalgalá, Hualfín y Abaucán. La provincia del Tucumán o de Tucma (llamada por algunos investigadores como de Humahuaca) comprendía los valles orientales y las sierras subandinas, llegando por el norte hasta Talina, actualmente en el Sur de Bolivia. La provincia más austral, probablemente se extendía desde La Rioja hasta las montañas del Cordón de Plata, alcanzando el cerro Tupungato en Mendoza y quizás formaba parte, con el nombre de Cuyo o Kuyun, de la provincia o Wamani de Chile o Chili.

### En Chile
En el territorio prehispánico de Chile, según los investigadores, se pueden identificar dos wamanis: el de Coquimbo (véase "Anien") y el de Chile (Aconcagua). El Wamani de Collao en el norte del país era compartido con la actual Bolivia.

### En Perú
En el Perú existían los wamanis de Huánuco, Pachacamac, Chachapoyas, Huaylas, Cajamarca y Chinchaycocha.

## Huamanis del Tahuantinsuyo
Durante el imperio incaico, se contaban con los siguientes huamanis en función a los suyos:
- En el Antisuyo: Cochabamba, Collahuaya, Lare, Machiguengua, Omasayo, Omasuyo, Paucartampo, Piro, Shipibo.
- En el Chinchaysuyo: Angara, Atawillu, Ayavaca, Cajamarca, Cajatampo, Calua, Cañari, Casma, Chachapoya, Chancay, Chao, Chicama, Chimbote, Chimu, Chincha, Chinchaycocha, Chira, Conchuco, Huacrachuco, Huamachuco, Huamali, Huambo, Huanbachu, Huanca, Huancabamba, Huancavilca, Huanuco, Huarco, Huarmey, Huaura, Huayla, Jauja, Karake, Kitu, Lambayeque, Latakuna, Lurin, Moyobamba, Ocro, Olmo, Pacasmayo, Palta, Paramonga, Pasto, Pishku, Piura, Rimaq,Tarama,Tumpis, Viru, Yauyo

- En el Collasuyo: Arica, Atacama, Cana, Canche, Caruma, Cavina, Charca, Chicha, Chili, Colla, Collagua, Elki, Huamahuaca, Karanka, Loa, Locumba, Lupaca, Lupe, Pacajes, Quillaca, Quiri Quiri, Sama, Tarapaca, Tarata, Tucumán, Ubina, Uru, Yampara.
- En el Contisuyo: Acari, Arequipa, Atico, Aymara, Camana, Caraveli, Cavana, Chanca, Chilque, Choclococha, Chumbivilca, Contisuyo, Cotabamba, Ica, Moquehua, Nazca, Ocoña, Onocorvo, Parinacocha, Quechua, Quilca, Rucana, Sora, Tampo, Vilcas, Yanahuara, Yauca.